# Manduria
Manduria (parfois francisé en Mandurie), autrefois dénommée Casalnuovo, est une ville italienne d'environ 30 880 habitants de la province de Tarente, située dans la région des Pouilles, en Italie méridionale, dans la péninsule du Salento.

## Géographie
- Réserve naturelle régionale orientée de la côte orientale de Tarente

## Histoire
Manduria est mentionnée par Pline l’Ancien dans son Histoire naturelle : Dans le territoire de Salente, auprès de la ville de Mandurie, se trouve un lac plein jusqu’aux bords.
- Parc archéologique des murailles messapiennes

## Administration
| Période                                  | Période  | Identité          | Étiquette | Qualité |
| ---------------------------------------- | -------- | ----------------- | --------- | ------- |
| 6 avril 2005                             | En cours | Francesco Massaro |           |         |
| Les données manquantes sont à compléter. |          |                   |           |         |

### Hameaux
Uggiano Montefusco, S.Pietro in Bevagna, Torre Colimena, Campo dei Messapi, Specchiarica.

### Communes limitrophes
Avetrana, Erchie, Francavilla Fontana, Maruggio, Oria, Porto Cesareo, Sava.

## Personnalités liées à la commune
- Gianluca Attanasio, auteur-compositeur-interprète, né en 1979 à Manduria.